# Senusret al III-lea
Sesostris al III-lea a fost al cincilea faraon al dinastiei a XII-a și a domnit între anii 1870-1831 î.Hr. Numele său de naștere era "Sa-en-useret" care înseamnă "Om al zeiței Useret", iar numele său de domnie era "Khai-kau-re", adică "Manifestarea\ Apariția forțelor Ka, un Re".
{{Infobox pharaoh

### Familie
Sesostris al III-lea era fiul și urmașul lui Sesostris al II-lea și al reginei Khnemetneferhedjet I. Suveranul a avut, se pare patru soții Khnemetneferhedjet a II-a, Neferthenut, Sithatoriunet (care îi era soră vitregă) și Meretseger. O posibilă soră a faraonului se numea Itkait (despre care se crede că a devenit una dintre soțiile secundare ale lui Sesostris al III-lea) și se pare că a mai avut o soră, Neferet. Sesostris al III-lea a avut mai mulți copii, printre care cei al căror nume s-a păstrat sunt : Amenemhat al III-lea (care a devenit faraon după tatăl său), Khnemet, Menet, Mereret, Senetsenbetes și o posibilă fiică, numită Sithathor.

### Războaiele și reformele administrative ale lui Sesostris al III-lea
Sesostris  al III-lea  a  purtat  mai multe războaie, în special împotriva Nubiei.  În direcția Asiei doar cunoaștem o singură atestare directă a unei acțiuni militare, grație textului stelei demnitarului Khusobek. Textul acestui document precizează faptul că scopul acțiunii militare a fost înfrângerea „beduinilor Asiei“. Singurul toponim care apare în text este „regiunea Sekemem“, foarte probabil orașul palestinian Sikhem. Patru mari războaie de  anvergură  au  fost întreprinse  împotriva  Nubiei, în  urma cărora granița sudică a Egiptului a fost fixată la sud de cea de-a a II-a  cataractă  a  Nilului. În  timpul  acestor  acțiuni, care  s-au  desfășurat  între  anii al 8-lea și al 19-lea ai domniei, Sesostris al III-lea a reconstruit sau a construit o serie de fortificații pe teritoriul Nubiei: Faras, Shalfak, Askut, Semna, Kumma și Uronarti. O stelă descoperită la Semna consemnează distrugerea nubienilor de către faraon " Le-am luat femeile, le-am luat supușii, am mers mai departe spre izvoarele lor, le-am nimicit taurii, le-am secerat grânele și le-am dat foc ". Ca să faciliteze accesul rapid și imediat al flotei sale în caz de revoltă a nubienilor, Sesostris al III-lea a construit un canal în jurul Primei Cataracte a Nilului, la Assuan.
Deși majoritatea  recentelor  lucrări  de  sinteză resping opinia  conform  căreia  Sesostris  al  III-lea  a  reorganizat  Egiptul  din  punct  de  vedere  administrativ,  trebuie  să  recunoaștem  că indirect,  în  anumite  cazuri,  direct,  în  altele,  a  restructurat  administrația locală și centrală. În primul rând, în afară de nomarhii (un fel de prefecți din zilele noastre) de la el-Bersheh și Elephantina, restul   nomarhilor își pierd importanța în   detrimentul conducătorilor orașelor provinciale. Procesul de întărire a puterii locale a „primarilor“ ar fi început încă sub domnia lui Sesostris al II-lea. Atunci, faraonul a luat hotărârea de a educa la curtea regală copiii unor șefi locali. Aceștia,  odată  ajunși  la  vârsta  maturității  au  fost  retrimiși  în  orașele  de origine,   unde   au   devenit   stăpâni locali, dar și supuși   devotați ai faraonului. Procesul s-a accentuat sub Sesostris al III-lea. Pe   baza   documentelor   de   care   dispunem   se   poate   afirma   că teritoriul Egiptului a fost împărțit în trei  diviziuni  administrative, numite  weret : una a Nordului, alta a Sudului și ultima a Vârfului Sudului, adică a Elephantinei și a Nubiei de Jos. Acestea erau conduse de un consiliu(dja-djat),  format  din  seniorii  locali,  sprijiniți  de  un  întreg  aparat  birocratic.  Cunoaștem și existența unui „oficiu al vizirului" (vizirul, în egipteană " tjaty ", îndeplinea funcția de prim-ministru al faraonului)
Separat de administrația locală s-a dezvoltat una a palatului regal. Dacă avem în vedere inscipțiile din mormântul „primarului“ de la Assiut, Djefahepi,  putem  vorbi  și  de  administrația  separată  a  templelor.  În  conformitate cu textele amintite, fiecare persoană din zona unui templu a fost nevoită să ofere cca. 5 kg de grâu de pe fiecare pământ al proprietății sale  cu  prilejul  primei  recolte  a  anului.  Templele  la  rândul  lor  au  fost  nevoite  să  plătească  taxe  coroanei,  evident  în  cazul  în  care  nu  au  fost  emise  decrete  regale  care  le  scuteau  de  plata  obligațiilor.  Urmarea  reformelor  lui  Sesostris  al  III-lea  a  fost  ridicarea  unei  clase  de  mijloc  foarte  puternică,  ai  cărei  reprezentanți  au  fost  încorporați  în  sistemul  administrativ  al  faraonului,  astfel  ieșind  de  sub  influența și  controlul  marilor demnitari.